# Gnamptogenys acuta
Gnamptogenys acuta é uma espécie de formiga do gênero Gnamptogenys.